# Miruek Lamreudeup
Miruek Lamreudeup is een bestuurslaag in het regentschap Aceh Besar van de provincie Atjeh, Indonesië. Miruek Lamreudeup telt 1135 inwoners (volkstelling 2010).